# Forberedende voksenundervisning
Forberedende voksenundervisning (FVU) er en uddannelse, som udbydes af voksenuddannelsescentre (VUC). FVU består af 2 fag: læsning og matematik. Voksne, som vil være bedre til at læse, skrive og regne, har mulighed for at deltage i forberedende voksenundervisning. Alle, der kan få noget ud af undervisningen, er velkomne. Det faglige neiveau er placeret på niveau 1 i den danske kvalifikationsramme for livslang læring. Kvalifikationsrammen går fra niveau 1-8 og definerer det forventede udbytte af undervisningen. Læs mere om Kvalifikationsniveau for uddannelser på grundskoleniveau.
Der undervises bl.a. i at læse aviser og blade, skrive e-mails og bruge matematik i en praktisk dagligdags. Undervisningen foregår på små hold. Den er tilrettelagt for voksne, og emnerne er hentet fra en almindelig voksendagligdag.

## Forudsætninger for deltagelse
Undervisningen i læsning og matematik kan foregå på uddannelsesstedet, på en arbejdsplads eller i en forening. Desuden er der FVU på nogle daghøjskoler, erhvervsskoler, AMU-centre, produktionsskoler, social- og sundhedsskoler, folkehøjskoler, aftenskoler, sprogcentre og skoler med specialundervisning for voksne.
Undervisningen er delt op i trin med stigende kvalifikationsniveau. Skolen man kontakter kan hjælpe med at vurdere hvilket trin, som man bør indplaceres på ved start.
Personer, som aldersmæssigt er under 18 år, kan følge FVU, hvis de samtidig deltager i en af følgende:
- AMU-uddannelse
- undervisning, som er tilrettelagt på en virksomhed
- uddannelse under kriminalforsorgen

## FVU-læsning
Kurset har fire trin, som hver varer mellem 30 og 60 timer. På alle fire trin arbejdes med dansk i hverdagen: at stave ord; at læse og forstå tekster samt at skrive og bruge tekster. Teksterne kan være alt fra vejledninger og beskeder til breve, e-mails, blade og aviser.

## FVU-matematik
Kurset har to trin. Trin 1 varer mellem 30 og 60 timer. Trin 2 varer mellem 45 og 60 timer.
Der arbejdes med tal og matematik fra hverdagen, fx fra aviser, arbejdslivet og hjemmet.

## Eksamen
Man kan gå til prøve efter hvert trin. Prøverne er et tilbud - man kan godt fortsætte til næste trin uden at have været til prøve.
Prøven efter det sidste trin svarer i sværhedsgrad til 9. klasse (Folkeskolens Afgangsprøve).